# Кузнецова, Полина Викторовна
Поли́на Ви́кторовна Кузнецо́ва (в девичестве — Вя́хирева; род. 10 июня 1987, Шопоков, Сокулукский район) — российская гандболистка, левый крайний игрок российского клуба «Ростов-Дон» и национальной сборной России. Олимпийская чемпионка 2016 года, серебряная медалистка Олимпиады в Токио 2020, двукратная чемпионка мира (2005 и 2007). Заслуженный мастер спорта России. Признавалась лучшим левым крайним на Олимпийских играх (2016, 2020), чемпионате мира (2007) и чемпионате Европы (2012).
После Олимпиады в Токио заявила, что заканчивает свою спортивную карьеру.
Старшая сестра гандболистки Анны Вяхиревой.

## Игровая карьера
- 2002—2003 —  «Аква» (Волгоград)
- 2003—2004 —  «Ростов-Дон» (Ростов-на-Дону)
- 2004—2006 —  «Лада» (Тольятти)
- 2007—2014 —  «Звезда» (Звенигород)
- 2014—2016 —  «Астраханочка» (Астрахань)
- 2016—2017 —  «Кубань» (Краснодар)
- 2017—2018 —  «Вардар» (Скопье)
- 2018—2025 —  «Ростов-Дон» (Ростов-на-Дону)

## Достижения
- Олимпийская чемпионка 2016 года
- Серебряный призер Олимпиада 2020
- Двукратная чемпионка мира (2005, 2007).
- Бронзовый призёр чемпионата мира (2019)
- Двукратный серебряный призёр чемпионатов Европы (2006, 2018).
- Лучший левый крайний Олимпийских игр: 2016, 2020
- Лучший левый крайний чемпионата мира: 2007
- Лучший левый крайний чемпионата Европы: 2012
- Победитель Лиги чемпионов (2008).
- Обладатель Кубка ЕГФ (2007).
- 6-кратная чемпионка России (2005, 2006, 2007, 2016, 2019, 2020).
- Победитель Кубка России (2011, 2019, 2020).
- Обладатель Суперкубка России 2018, 2019, 2020.
- Серебряный призер Лиги Чемпионов (2019).
- Двукратная чемпионка Европы среди девушек не старше 1985 г. р. (2003, 2004).

## Награды
- Орден Дружбы (25 августа 2016 года) — за высокие спортивные достижения на Играх XXXI Олимпиады 2016 года в городе Рио-де-Жанейро (Бразилия), проявленные волю к победе и целеустремленность[2].
- Медаль ордена «За заслуги перед Отечеством» I степени (11 августа 2021 года) — за большой вклад в развитие отечественного спорта, высокие спортивные достижения, волю к победе, стойкость и целеустремленность, проявленные на Играх XXXII Олимпиады 2020 года в городе Токио (Япония)[3].